# Stegonotus
Stegonotus es un género de serpientes de la familia Colubridae. Sus especies se distribuyen por algunas islas del Sudeste Asiático, la Wallacea, Nueva Guinea y varias islas próximas de Melanesia, y el norte del continente australiano (incluyendo varias islas próximas).

## Especies
Se reconocen las siguientes:
- Stegonotus batjanensis (Günther, 1865)
- Stegonotus borneensis Inger, 1967
- Stegonotus cucullatus (Duméril, Bibron & Duméril, 1854)
- Stegonotus diehli Lindholm, 1905
- Stegonotus florensis (De Rooij, 1917)
- Stegonotus guentheri Boulenger, 1895
- Stegonotus heterurus Boulenger, 1893
- Stegonotus modestus (Schlegel, 1837)
- Stegonotus muelleri Duméril, Bibron & Duméril, 1854
- Stegonotus parvus (Meyer, 1874)